# Badou Ndiaye
Papa Alioune Ndiaye, mer känd som Badou Ndiaye, född 27 oktober 1990 i Dakar, är en senegalesisk fotbollsspelare som spelar för Fatih Karagümrük, på lån från Stoke City. Han representerar även Senegals fotbollslandslag.

## Karriär
Den 28 augusti 2018 lånades Ndiaye ut av Stoke City till Galatasaray. Den 4 januari 2020 lånades han ut till Trabzonspor på ett låneavtal över resten av säsongen 2019/2020. Den 28 september 2020 lånades Ndiaye ut till Fatih Karagümrük på ett låneavtal över säsongen 2020/2021.